# Paris United
Il Paris United è stata una squadra di pugilato che ha preso parte al campionato mondiale delle World Series of Boxing.

## Storia della società
La squadra è stata fondata nel 2010 dal campione olimpico Brahim Asloum, proprietario del franchise.
È una delle 12 squadre che hanno preso parte alla prima edizione della competizione nel 2010, vinta dalla stessa squadra parigina.
Nel corso della stagione 2010-2011, si è classificata prima nel girone europeo della regular season, davanti alla squadra italiana del Dolce & Gabbana Milano Thunder. Successivamente ha eliminato gli azeri del Baku Fires in semifinale con il punteggio di 6-4. Infine ha battuto i kazaki degli Astana Arlans per 6-4 nella finale disputata a Guiyang (Cina) il 6 e 7 maggio 2011.
Nella stagione 2011-2012 è stata inserita nel girone B, in cui si è classificata terza alle spalle di Baku Fires e Mexico City Guerreros, qualificandosi quindi ai play-off. Nei quarti di finale ha incontrato Dolce & Gabbana Milano Thunder il 5 e 9 marzo 2012, dai quali è stata eliminata dal torneo con il punteggio complessivo di 7-3.
Nella terza stagione delle WSB non risulta qualificata.

## Strutture
Gli incontri interni del Paris United vengono disputati presso il palazzetto dello sport Stade Pierre de Coubertin, a Parigi.
Per motivi di immagine, alcuni incontri si sono tenuti presso la prestigiosa Sala Wagram di Parigi.

## Organico 2011-2012

### Roster
La squadra è composta da 33 pugili internazionali suddivisi in 5 categorie di peso.
| Categoria                 | Pugile |
| ------------------------- | --- |
| Pesi Gallo (54 kg)        | Nourdine Ait Hiya Samir Brahimi Geoffrey Mario Dos Santos Kaddour Hmiani Riad Labidi Alexandr Riscan                                                       |
| Pesi Leggeri (61 kg)      | Rachid Mohamed Azzedine Abdelkader Chadi Lahcen Fatah Ljubomir Marjanovic John Joseph Nevin Franck Petitjean Artur Schmidt Mehdi Sellami                   |
| Pesi Medi (73 kg)         | Kamel Chenni Rachid Hamani Joseph Mulema Farrhad Saad Michel Tavares Matthieu Jordane Vanbaelinghem Adriani Roger Jean-Charles Vastine                     |
| Pesi Mediomassimi (85 kg) | Abdelkader Bouhenia Mamadou Lamine Bakary Boubou Diabira Nicolas Dion Aghiles Hamas Rachid Khadda Georges Mayer Maxime Joseph Bernard Pailleret Hrvoje Sep |
| Pesi Massimi (+91 kg)     | Mohamed Amanissi Filip Hrgović Ibrahima Mariko Tony Yoka                                                                                                   |

### Staff tecnico
Staff tecnico aggiornato al 24 febbraio 2012.
- Allenatore:  John Dovi.
- Assistenti allenatore:  Julien de Santa Barbara e  Stéphane Cottalorda.

## Palmarès

### Trofei per squadre
- Campione delle World Series of Boxing: 1

2011